# Ida-Theres Nerell
Ida-Theres Nerell, z domu Karlsson (ur. 18 kwietnia 1983 w Boden) – szwedzka zapaśniczka. Dwukrotna olimpijka. Zajęła czwarte miejsce w Atenach 2004 i piąte w Pekinie 2008 w kategorii do 55 kg w stylu wolnym. Wicemistrzyni świata, pięciokrotna mistrzyni Europy.
Największym jej sukcesem jest srebrny medal mistrzostw świata w Baku w 2007 roku. Jest pięciokrotną triumfatorką w mistrzostwach Europy (2004, 2005, 2007, 2008, 2011). Mistrzyni Europy juniorów w 2000 i 2002 roku.